# その土曜日、7時58分
『その土曜日、7時58分』（そのどようびしちじごじゅうはちふん、Before the Devil Knows You're Dead）は、2007年のアメリカ合衆国の犯罪映画。シドニー・ルメット監督の遺作となった。

## ストーリー
アンディ・ハンソンは、不動産会社の経理担当重役として勤務していた。近いうちに財務監査が入ることになり、彼は焦っていた。というのは、彼は会社から金を横領しており、それを隠すための資金繰りに困っているのだ。
アンディの弟、ハンクもまた金に困っていた。彼の娘の養育費を3ヶ月払っておらず、娘が通っている私立学校の高額な授業料も払えずにいたのだ。
そんな最中、ハンクはアンディの妻、ジーナと長きにわたって不倫の関係にあった。ジーナは自分の夫婦生活に不満を抱いていたのであった。
そしてついに金に困り果てたアンディは、ハンクにある提案をする。それは、自分たちの両親が経営する宝石店に強盗に入るというものだった。ハンクは嫌がったがアンディの説得に負け、渋々承諾する。しかし、アンディの話は驚くべきもので、なんとアンディは近所に顔を知られているため正体がバレる可能性が高いため、ハンク一人で実行に移すというものだった。しかしアンディが言うにはその日は両親が雇っているドーリスという老婆しか店にいない予定で、ハンク一人でも楽勝なはずだということ、また保険に入っているため両親には実質的には損害はないということで、ハンクも承諾する。かくして総額12万ドル、それぞれが6万ドルの財産が転がり込む予定の強盗計画は開始された。
しかしハンクが自分一人で強盗が出来ないと、知り合いのボビーを実行犯として雇ったことから全ての歯車が狂い、強盗は失敗、しかも悲劇が悲劇を呼ぶ連鎖が始まってしまう。
実はたまたまその日、ドーリスに代わり、宝石店を開けたのはアンディとハンクの母ナネットだったのだ。ナネットは隠していた銃でボビーを射殺するが、ナネットもボビーに撃たれて重傷を負い、数日後に亡くなる。愛する妻を亡くしたチャールズはボビーの共犯者への復讐を誓うが、古い知り合いの故物商から息子アンディの関与を示唆される。ショックを受けたチャールズはアンディを密かに尾行すると、ハンクも事件に関わっていたことを知る。一方、アンディは妻ジーナからハンクとの浮気を告白された上、出て行かれてしまう。また、ハンクはボビーの愛人クリスの兄デックスから脅迫を受け、アンディに泣きつく。高飛びしようと考えたアンディは、ハンクを連れ、かねてより付き合いのある違法薬物の密売人の家に押し入り、その場にいた客と売人を射殺して金を奪う。アンディはその金でデックスとの交渉に臨むふりをして、デックスを射殺、クリスも殺そうとするが、それをハンクが止め、自分を殺せと言う。幼い時から父親の愛を独り占めして来たハンクへの屈折した想いからアンディは銃口をハンクに向けるが、なかなか引き金を引くことが出来ない。ようやくアンディが引き金を引こうとしたその瞬間、デックスが隠していた銃でクリスがアンディを撃つ。ハンクはクリスに言われるままにその場を逃げ出す。クリスは警察に通報し、アンディは救急車で運ばれる。その様子をチャールズは呆然と見つめる。病院でチャールズは瀕死のアンディと面会する。母の死が事故であったと告白し、母を死なせたことを詫びるアンディに、チャールズは許しを与えるものの、枕で窒息死させる。医師や看護師を呼び出し、彼らにアンディの死を確認させつつ、チャールズは1人ぼんやりと病院の廊下を歩いて行く。

## キャスト
※括弧内は日本語吹替
- アンディ・ハンソン - フィリップ・シーモア・ホフマン（茶風林）
- ハンク・ハンソン - イーサン・ホーク（竹若拓磨）

アンディの弟。
- ジーナ・ハンソン - マリサ・トメイ（林真里花）

アンディの妻。ハンクと不倫中。
- チャールズ・ハンソン - アルバート・フィニー（稲垣隆史）

アンディとハンクの父。
- ボビー - ブライアン・F・オバーン

ハンクが強盗の実行犯として雇った男。
- ナネット・ハンソン - ローズマリー・ハリス（谷育子）

アンディとハンクの母。
- デックス - マイケル・シャノン

ボビーの愛人クリスの兄。
- マーサ・ハンソン - エイミー・ライアン

ハンクの元妻。
- ダニエル・ハンソン - サラ・リヴィングストン

ハンクとマーサの娘。
- クリス - アレクサ・パラディノ

ボビーの愛人、ボビーとの間に女の子がいる。

## 評価
本作は評論家から非常に肯定的な評価を受け、Rotten Tomatoesでは88%からの支持率を得て、Metacriticでの平均点は84点となった。その他、多数の評論家の年間ベストテンに入った。
ベストテン・リスト
| - 1位 - スティーブン・ファーバー- 『ハリウッド・リポーター』 - 1位 - Steven Rea - 『フィラデルフィア・インクワイアラー』 - 2位 - Marc Mohan - 『オレゴニアン』 - 2位 - オーウェン・グレイバーマン - 『エンターテイメント・ウィークリー』 - 3位 - Manohla Dargis - 『ニューヨーク・タイムズ』 - 3位 - Richard Schickel - 『タイム』 - 3位 - ロジャー・イーバート - 『シカゴ・サンタイムズ』 - 4位 - Rene Rodriguez - The Miami Herald - 5位 - Marc Savlov - The Austin Chronicle - 6位 - Carina Chocano - 『ロサンゼルス・タイムズ』 - 6位 - Frank Scheck - The Hollywood Reporter | - 6位 - Keith Phipps - The A.V. Club - 7位 - Scott Foundas - LA Weekly (『イースタン・プロミス』と同順位) - 8位 - Jack Mathews - 『デイリーニューズ』 - 8位 - Lou Lumenick - 『ニューヨーク・ポスト』 - 8位 - ピーター・トラヴァース - 『ローリング・ストーン』 - 8位 - Ty Burr - 『ボストン・グローブ』 - 9位 - Mick LaSalle - 『サンフランシスコ・クロニクル』 - 9位 - Peter Vonder Haar - Film Threat - 10位 - スティーヴン・ハンター - 『ワシントン・ポスト』 |

### 受賞・ノミネート
| 受賞・ノミネート                       | 受賞・ノミネート   | 受賞・ノミネート     | 受賞・ノミネート |
| 賞                                     | 部門               | 対象                 | 結果             |
| -------------------------------------- | ------------------ | -------------------- | ---------------- |
| 第23回インディペンデント・スピリット賞 | 助演女優賞         | マリサ・トメイ       | ノミネート       |
| 第23回インディペンデント・スピリット賞 | 新人脚本賞         | ケリー・マスターソン | ノミネート       |
|                                        |                    |                      |                  |
| 第13回クリティクス・チョイス・アワード | アンサンブル演技賞 | アンサンブル演技賞   | ノミネート       |
| 第13回クリティクス・チョイス・アワード | 監督賞             | シドニー・ルメット   | ノミネート       |
|                                        |                    |                      |                  |
| 第33回ロサンゼルス映画批評家協会賞     | 助演女優賞         | エイミー・ライアン   | 受賞             |
|                                        |                    |                      |                  |
| 第28回ボストン映画批評家協会賞         | キャスト賞         | キャスト賞           | 受賞             |